# 니가와역
니가와역(일본어: 仁川駅, にがわえき)은 일본 효고현 다카라즈카시에 있는 한큐전철 이마즈 선의 역이다. 한신 경마장의 근처역인 관계로, 경마 개최일(특히 종료시)에는 혼잡한다. 역 번호는 HK-25이다.
역명인 ‘니가와(仁川)’는 역 인근에 위치한 동명의 하천 이름에서 따온 것이다.

## 역사
- 1923년 12월 28일: 한신 급행 전철(후의 한큐 전철) 사이호 선의 오바야시 ~ 고토엔 역 구간에 신설 개통.
- 1926년 12월 18일: 사이호 선이 이마즈 선으로 명칭 변경.
- 1972년: 하차용 임시 승강장 신설.
- 1977년: 다카라즈카 방향에 지하도 증설.
- 2013년 12월 21일: 역 번호(HK-25) 도입.

## 역 구조
상대식 승강장 2면 2선과 상행선(니시노미야키타구치 방향)과 다카라즈카 방향으로 하차용 단선 승강장 1면의 임시 승강장을 가진 지상역이다. 다카라즈카 방향에 인상선이 있어 정류소가 아니다. 각 플랫폼 사이는 남북 2개소의 지하도에 의하여 연결된다.
경마 개최 시에 혼잡을 대비하기 위한 하차용 임시 승강장 밖에는 임시 개찰구 등이 설치되었다. 과거에는 배포용 주머니 시간표도 임시 승강장을 사용할 가능성 있는 열차를 기재하기도 했었다.
개찰구는 동서 2곳 설치되어 있다. 메인은 동쪽 개찰구에서, 창구, 자동 매표기, 매점, 화장실이 설치되어 있다. 경마장 출구이기도 하므로, 다수의 자동 개찰기가 설치되어 있지만, 경마장이 개장하지 않은 날에는 창구 방향의 5기만 사용하고 있다. 동쪽 개찰구 부근에는 매표기가 3대밖에 설치되지 않았지만, 경마장에 가는 지하 통로에 매표기 코너가 설치되어 있고 경마장 이용 고객은 주로 지하 통로에서 승차권류를 찾게 되어 있다.
서쪽 개찰구는 역무원의 배치에서 자동 매표기가 2대 설치되어 있다.
2002년에 배리어 프리 대응 공사가 완성되어 남쪽 지하도와 승강장을 연결하는 엘리베이터가 2대 설치되었다. 양쪽 개찰구에서 어느 승강장에도 계단 없이 접근 가능하다.
원래는 현재의 동쪽 개찰구가 임시 개찰구에서, 남쪽의 연결 지하도에 있던 지하 개찰구가 메인이었다. 또한, 북쪽의 연결 지하도는 경마 개최일에만 사용되고 있었다. 그 후, 동쪽 개찰구 앞이 재개발되어 역전 로터리가 정비된 노선 버스가 직접 들어가게 되었기 때문에, 동쪽 개찰구가 메인이 되었다.

### 승강장
| 승강장 | 노선        | 방향 | 행선                                                                |
| ------ | ----------- | ---- | ------------------------------------------------------------------- |
| 서측   | ■ 이마즈 선 | 하행 | 다카라즈카・가와니시노세구치・나카야마칸논・기요시코진・미노오 방면 |
| 동측   | ■ 이마즈 선 | 상행 | 니시노미야키타구치・오사카・고베・이마즈 방면                       |

- 이 밖에 경마 개최 시에 사용되는 하차용 임시 승강장(상행선만)이 다카라즈카의 방향에 있다. 승강장 번호는 설정되지 않았다.

## 역 주변
다카라즈카 시와 니시노미야시의 경계를 이루는 니 강이 흐르고 니가와 계곡(니가와 소풍 센터)은 시가지에서 곧바로 하이킹을 가는 행락지로 유명하다.
- 한신 경마장
- 사라라 니가와
- 밸브 벤텐치 공원
- 니가와유리노초 지스베리 자료관
- 효고 현립 가부토야마 삼림공원
- 칸세이 가쿠인 대학 니시노미야 우에가하라 캠퍼스
- 칸세이 가쿠인 중학부・고등부
- 학교법인 니가와 학원 - 고토엔 역 중간에 있다.
- 니시노미야 니가와 우체국
- 다카라즈카 가시오 우체국
- 신메이와 공업 본사

## 사진

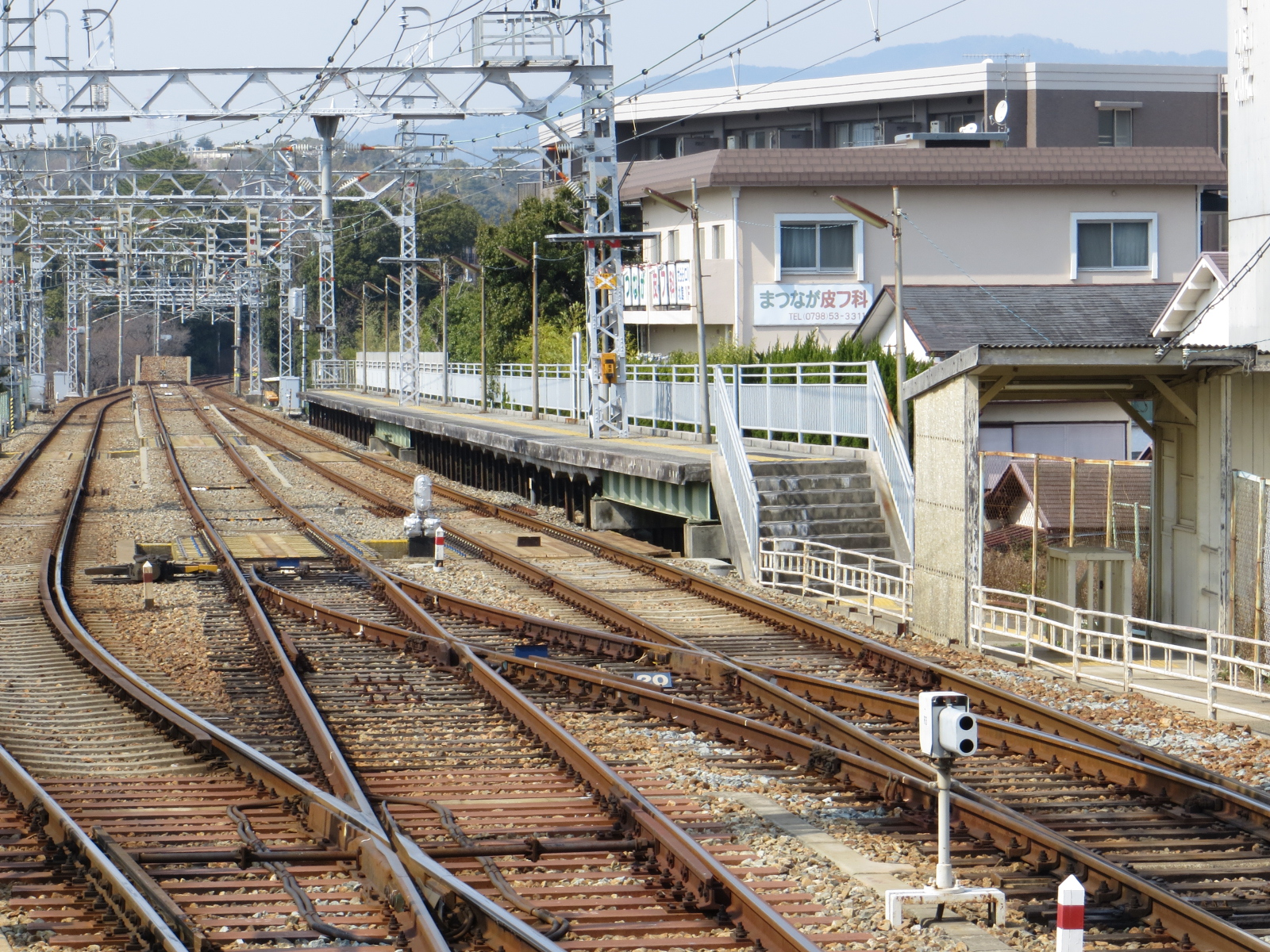
하차 전용 승강장
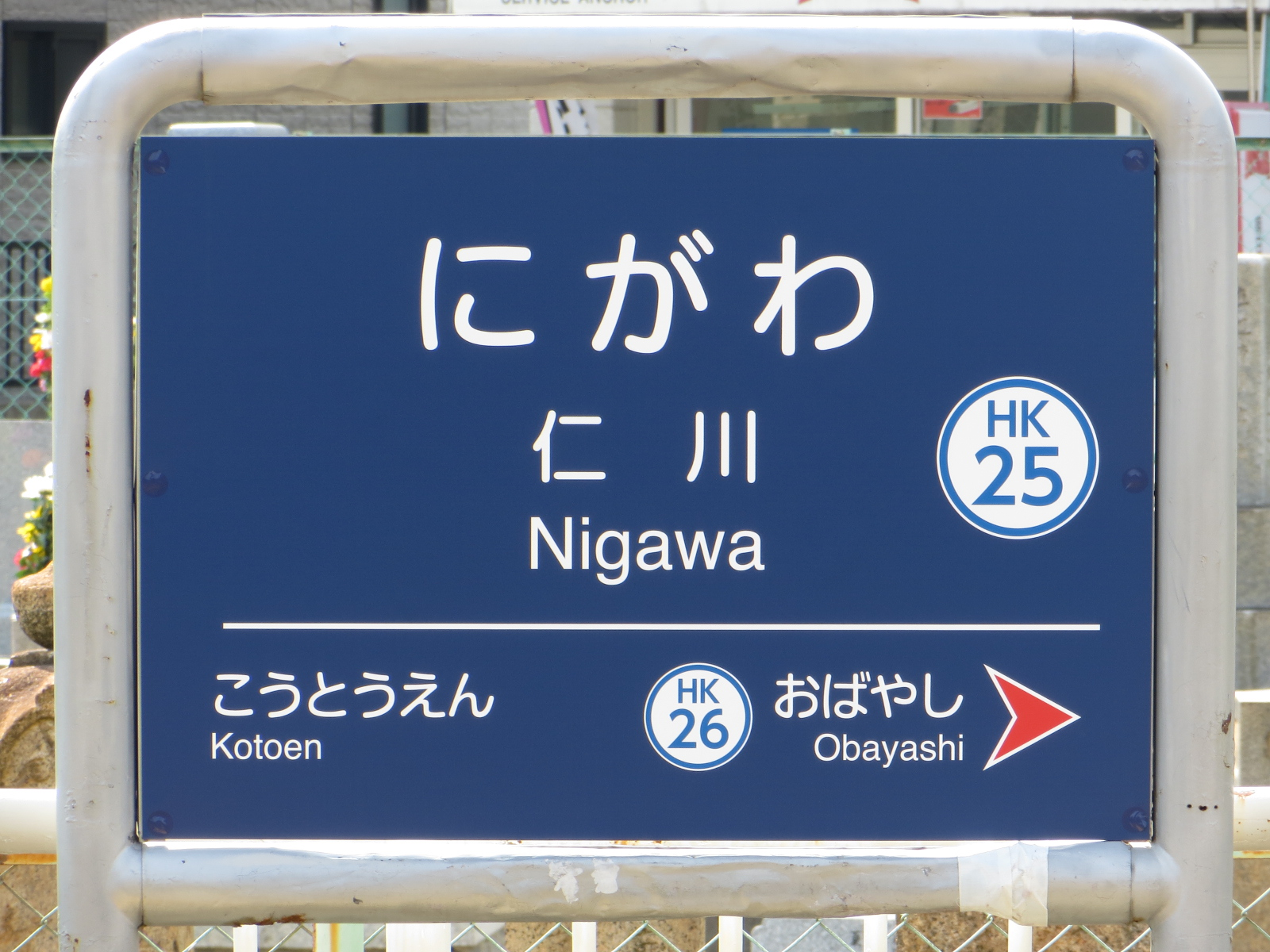
역명판

## 인접역
| 한큐 전철 ■ 이마즈 선(이마즈(북) 선) | 한큐 전철 ■ 이마즈 선(이마즈(북) 선)                | 한큐 전철 ■ 이마즈 선(이마즈(북) 선)         |
| ------------------------------------ | --------------------------------------------------- | -------------------------------------------- |
| 시·종착역                            | ■ 임시급행 (경마 개최 시에 우메다 행만 운행)        | 쓰카구치 HK-06 우메다 방면                   |
| HK-26 오바야시 다카라즈카 방면       | ■ 직통특급 "아타고" ■ 준급(우메다 행만 운전) ■ 보통 | 고토엔 HK-24 우메다・니시노미야키타구치 방면 |